# 劉康祉
劉康祉（1580年—？年），字以吉，號玄受，浙江溫州府永嘉縣人，匠籍，明朝政治人物。

## 生平
萬曆二十八年（1600年）庚子科浙江鄉試第三十四名舉人，萬曆三十八年（1610年）庚戌科會試十四名，第二甲第十四名進士。都察院觀政，授兵部車駕司主事，三十九年丁外艱，四十三年復除兵部車駕司主事。憙宗朝改禮曹，嚴掃除之選，酌補叙之歸，定朝鲜之議，續康節之祀，于時政多所匡禆，推銓部，尋出督學山右，文運丕振。陳臬两粤，所至有神明譽，終廣西右布政使。著有《識匡齋文集》。

## 家族
曾祖劉錄，散官；祖父劉化之，散官；父劉應運，廩生；母周氏。慈侍下。兄康祚，弟康祺；康裕（庠生）；康祏；康禧。子劉炎珽；劉炎瓚。